# YBC社説放送
『YBC社説放送』（ワイビーシーしゃせつほうそう）は、山形放送で放送されていたニュース解説番組（報道番組）。『news every.』第1部の木原さんのコーナー「くわしくッ・天気」を差し替えした上で放送している。祝日には差し替えを行わずに休止となる。
おおよその放送時間帯は、16:07 - 16:12頃。

## 概要
1978年10月2日に『おはようYBC・けさの主張』（おはようワイビーシー・けさのしゅちょう）と題して放送を開始。当初はニュース解説とローカルニュースを融合させたワイド番組であった。山形放送との結びつきが強い山形新聞社から論説委員が日替わりで出演し、新聞掲載の社説の内容を資料映像や音声を使用することで具体的に解説している。なお、日によっては山形新聞と連動しない「山形放送独自の社説」を展開する日もある。スタート当時の放送時間は7:30 - 8:00。タイトルはその後、『YBC社説放送・けさの主張』（ワイビーシーしゃせつほうそう・けさのしゅちょう）を経て、1988年7月から現在のタイトルとなる。一時期、11:00からの『YBC昼のニュース』でも再放送されていた。
2014年3月28日までは前半に『社説放送』本編を、後半に『YBCニュース』と当日夜の『YBC news every.』の予告と『やまがた東西南北』を放送する構成となり、さらに2011年7月までは山形新聞夕刊の記事紹介をしていた。夕刊記事紹介がある理由は、郊外では夕刊が翌日朝刊と同時配達になること（事実上の統合版）とかつてこの時間にローカルニュースの『YBCニュース350』を放送していた時の名残で、エンディングのBGMも『ニュース350』時代のものが引き続き使われている。祝日等夕刊が休刊の日には県内ニュースを伝える。なお、山形新聞夕刊は2011年7月31日で廃刊となり、夕刊紹介は7月29日に終了した。
ラジオの『けさの主張』は、その日の山形新聞朝刊の社説を伝えるだけであった。初めは9:00からの山形新聞ニュースの中の1コーナーで、その後『さわやかジャーナル』の1コーナーとなったが、1993年に終了した。
NNN報道特別番組や年末年始編成、公示日当日の『（衆議院・参議院）第一声特集』の放送のために休止することがある。
2014年3月31日から2018年3月30日まで16:30頃 - 16:40頃に変更した。なお、金曜は廃枠となった。
2018年4月2日から木原さんの天気コーナー「くわしくッ・天気」の部分（15:57頃 - 16:02頃 → 16:07頃 - 16:12頃）を差し替えて放送。
2022年3月31日で放送終了。

## 内容
山形新聞社の関係者が出演するとはいえ、「社説放送」自体は山形新聞社に掲載される社説とは一線を画し、YBC論説委員会が担当する独自の内容となっている。開始当初は両社の論説委員長クラスが出演していたが、のちにデスククラスの出演者が入り、解説的内容が増えた。
企画発案者は山形放送の初代社長・服部敬雄。当時、現場から公正・中立の観点から望ましくないという意見も出たが、反対意見が来た場合は必ず取り上げることでそれを保つようにしている。